# Fabrizio Ravasi
Fabrizio Ravasi (* 24. Juni 1965 in Mailand) ist ein ehemaliger italienischer Leichtgewichts-Ruderer, der zwischen 1984 und 1995 zehn Weltmeisterschaftsmedaillen, davon sieben Goldmedaillen, gewann.

## Sportliche Karriere
Ravasi ruderte 1984 in dem Leichtgewichts-Achter, der bei den Weltmeisterschaften die Silbermedaille hinter dem dänischen Boot gewann. Von 1985 bis 1991 gewann der italienische Leichtgewichts-Achter sieben Weltmeistertitel in Folge, wobei lediglich Andrea Re und Fabrizio Ravasi bei allen Erfolgen dabei waren. Die Serie endete bei den Weltmeisterschaften 1992, als der italienische Achter den fünften Platz belegte. Nach einer Unterbrechung 1993 folgten 1994 und 1995 noch zwei Bronzemedaillen mit dem Achter. 
Fabrizio Ravasi hatte bei einer Körpergröße von 1,80 Metern ein für Leichtgewichte typisches Wettkampfgewicht von etwa 70 Kilogramm.

## Medaillen bei Weltmeisterschaften
- WM 1984: 2. Platz im Leichtgewichts-Achter (Fabrizio Ravasi, Michele Savoia, Vittorio Torcellan, Salvatore Orlando, Stefano Spremberg, Paolo Marostica, Andrea Re, Pasquale Marigliano und Steuermann Massimo Di Deco)
- WM 1985: 1. Platz im Leichtgewichts-Achter (Maurizio Losi, Michele Savoia, Vittorio Torcellan, Massimo Lana, Stefano Spremberg, Paolo Marostica, Andrea Re, Fabrizio Ravasi und Steuermann Massimo Di Deco)
- WM 1986: 1. Platz im Leichtgewichts-Achter (Maurizio Losi, Michele Savoia, Vittorio Torcellan, Massimo Lana, Stefano Spremberg, Carlo Gaddi, Andrea Re, Fabrizio Ravasi und Steuermann Massimo Di Deco)
- WM 1987: 1. Platz im Leichtgewichts-Achter (Maurizio Losi, Alfredo Striani, Vittorio Torcellan, Massimo Lana, Stefano Spremberg, Carlo Gaddi, Andrea Re, Fabrizio Ravasi und Steuermann Sebastiano Zanetti)
- WM 1988: 1. Platz im Leichtgewichts-Achter (Alfredo Striani, Andrea Re, Stefano Spremberg, Maurizio Losi, Fabrizio Ravasi, Enrico Barbaranelli, Sabino Bellomo, Vittorio Torcellan und Steuermann Luigi Velotti)
- WM 1989: 1. Platz im Leichtgewichts-Achter (Enrico Barbaranelli, Roberto Romanini, Franco Falossi, Danilo Fraquelli, Vittorio Torcellan, Carlo Gaddi, Andrea Re, Fabrizio Ravasi und Steuermann Giuseppe Lamberti)
- WM 1990: 1. Platz im Leichtgewichts-Achter (Enrico Barbaranelli, Franco Falossi, Carlo Gaddi, Fabrizio Ranieri, Fabrizio Ravasi, Andrea Re, Roberto Romanini, Alfredo Striani und Steuermann Giuseppe Lamberti)
- WM 1991: 1. Platz im Leichtgewichts-Achter (Enrico Barbaranelli, Domenico Cantoni, Carlo Gaddi, Pasquale Marigliano, Fabrizio Ranieri, Fabrizio Ravasi, Andrea Re, Roberto Romanini und Steuermann Gaetano Iannuzzi)
- WM 1994: 3. Platz im Leichtgewichts-Achter (Salvatore Amitrano, Enrico Barbaranelli, Massimiliano Faraci, Pasquale Marigliano, Fabrizio Ravasi, Andrea Re, Roberto Romanini, Carmine Somma und Steuermann Gaetano Iannuzzi)
- WM 1995: 3. Platz im Leichtgewichts-Achter (Salvatore Amitrano, Enrico Barbaranelli, Sabino Bellomo, Danilo Fraquelli, Stefano Fraquelli, Fabrizio Ravasi, Roberto Romanini, Carmine Somma und Steuermann Gaetano Iannuzzi)